# Absolute First Album
Albums de T-ara
Temptastic
(2010)
Absolute First Album est le 1er album de T-ara, sorti sous le label Core Contents Media le 4 décembre 2009 en Corée.

## Liste des titres
| 1.  | One & One                                            | 2:36 |
| 2.  | Tto Cheo Eumcheoreom (처음처럼; Like The First Time) | 4:05 |
| 3.  | Bo Peep Bo Peep                                      | 3:45 |
| 4.  | Tic Tic Toc                                          | 3:19 |
| 5.  | Bye Bye                                              | 3:34 |
| 6.  | Apple Is A                                           | 3:10 |
| 7.  | Falling U                                            | 3:30 |
| 8.  | Neo Neo Neo (너너너; You You You)                    | 3:40 |
| 9.  | Keojitmal (Dance Ver.) (거짓말; Lies)                | 3:46 |
| 10. | T.T.L (Time To Love)                                 | 3:38 |
| 11. | Keojitmal (Slow Ver.) (거짓말)                       | 3:58 |
| 12. | TTL Listen.2                                         | 3:32 |
| 13. | Joheun Saram (좋은사람; Good Person)                 | 3:32 |
| 14. | Norabollae? (놀아볼래; Wanna Play)                   | 2:53 |

Breaking Heart est une nouvelle version du 1er album de T-ara, il sort sous le label Core Contents Media le 5 mars 2010 en Corée; une version CD+DVD sort à Taiwan le 30 juillet 2010.
| 1.  | Neo Ttaemune Micheo (너 때문에 미쳐; I Go Crazy Because of You) | 3:14 |
| 2.  | Naega Neomu Apa (내가 너무 아파; I'm Really Hurt)               | 3:13 |
| 3.  | One & One                                                       | 2:36 |
| 4.  | Tto Cheo Eumcheoreom (처음처럼; Like The First Time)            | 4:05 |
| 5.  | Bo Peep Bo Peep                                                 | 3:45 |
| 6.  | Tic Tic Toc                                                     | 3:19 |
| 7.  | Bye Bye                                                         | 3:34 |
| 8.  | Apple Is A                                                      | 3:10 |
| 9.  | Falling U                                                       | 3:30 |
| 10. | Neo Neo Neo (너너너; You You You)                               | 3:40 |
| 11. | Keojitmal (Dance Ver.) (거짓말; Lies)                           | 3:46 |
| 12. | T.T.L (Time To Love)                                            | 3:38 |
| 13. | Keojitmal (Slow Ver.) (거짓말)                                  | 3:58 |
| 14. | TTL Listen.2                                                    | 3:32 |
| 15. | Joheun Saram (좋은사람; Good Person)                            | 3:32 |
| 16. | Norabollae? (놀아볼래; Wanna Play)                              | 2:53 |

| 1. | Bo Peep Bo Peep                                      |  |
| 2. | Tto Cheo Eumcheoreom (처음처럼; Like The First Time) |  |